# روي سميث (لاعب كريكت بريطاني)
روي سميث (14 أبريل 1930 في المملكة المتحدة - ) (بالإنجليزية: Roy Smith)‏ هو لاعب كريكت بريطاني. لعب مع نادي مقاطعة سومرست للكريكت ‏.